# Contea di Heshun
La contea di Heshun (和顺县S, Héshùn XiànP) è una contea della Cina, situata nella provincia dello Shanxi e amministrata dalla prefettura di Jinzhong.